# Донська селищна рада
Донська́ се́лищна ра́да — адміністративно-територіальна одиниця та орган місцевого самоврядування в Волноваському районі Донецької області. Адміністративний центр — селище міського типу Донське.

## Загальні відомості
- Населення ради: 5 132 особи (станом на 1 січня 2011 року)

## Населені пункти
Селищній раді підпорядковані населені пункти:
- смт Донське

## Склад ради
Рада складається з 30 депутатів та голови.
- Голова ради: Гайворонський Олександр Григорович

### Керівний склад попередніх скликань
| Прізвище, ім'я, по батькові        | Основні відомості                                                               | Дата обрання | Дата звільнення |
| ---------------------------------- | ------------------------------------------------------------------------------- | ------------ | --------------- |
| Гайворонський Олександр Григорович | Сільський голова, 1958 року народження, освіта середня спеціальна, безпартійний | 25.05.2014   |                 |

Примітка: таблиця складена за даними сайту Верховної Ради України

### Депутати
За результатами місцевих виборів 2010 року депутатами ради стали:

#### За суб'єктами висування
| Суб'єкт висування | Кількість обраних депутатів | %  |
| ----------------- | --------------------------- | -- |
| Партія регіонів   | 15                          | 50 |
| Самовисування     | 15                          | 50 |

#### За округами
| № округу        | Прізвище, ім'я, по батькові      | Дата визнання обраним | Освіта  | Партійна приналежність | Відомості про обраного депутата                                            |
| --------------- | -------------------------------- | --------------------- | ------- | ---------------------- | -------------------------------------------------------------------------- |
| Партія регіонів |                                  |                       |         |                        |                                                                            |
| 3               | Васильєва Ірина Вікторівна       | 01.11.2010            | середня | позапартійна           | хіміко-металургійна фабрика ВАТ «ММК ім. Ілліча», машиніст                 |
| 7               | Поздєєв Віктор Сергійович        | 01.11.2010            | вища    | позапартійний          | КП «Донкомунгосп», старший бухгалтер                                       |
| 9               | Табала Ольга Василівна           | 01.11.2010            | середня | член Партії регіонів   | приватний підприємець                                                      |
| 10              | Лень Олексій Павлович            | 01.11.2010            | середня | член Партії регіонів   | хіміко-металургійна фабрика ВАТ «ММК ім. Ілліча», заступник начальника ВВО |
| 11              | Романенко Тетяна Степанівна      | 01.11.2010            | середня | член Партії регіонів   | Донське будинкоуправління, головний бухгалтер                              |
| 17              | Дерчук Анатолій Феодосійович     | 01.11.2010            | середня | позапартійний          | приватний підприємець                                                      |
| 19              | Саковенко Геннадій Анатолійович  | 01.11.2010            | середня | член Партії регіонів   | хіміко-металургійна фабрика ВАТ «ММК ім. Ілліча», плавильник цеху № 1      |
| 20              | Аксененко Михайло Григорович     | 01.11.2010            | середня | член Партії регіонів   | хіміко-металургійна фабрика ВАТ «ММК ім. Ілліча», плавильник цеху № 1      |
| 21              | Копачевська Ольга Василівна      | 01.11.2010            | вища    | позапартійна           | Донська освітня школа, вчитель                                             |
| 23              | Кузьма Ніна Олександрівна        | 01.11.2010            | вища    | позапартійна           | Дитячий садок «Теремок», завідувачка                                       |
| 24              | Шульгіна Валентина Олександрівна | 01.11.2010            | вища    | член Партії регіонів   | Донський еколого-натуралістичний центр, директор                           |
| 26              | Манчха Людмила Олександрівна     | 01.11.2010            | середня | член Партії регіонів   | Донська лікарня, старша медична сестра                                     |
| 27              | Вистороп Василь Федорович        | 01.11.2010            | вища    | позапартійний          | Докучаєвське управління газового господарства, начальник Донської дільниці |
| 28              | Сербіна Алла Георгіївна          | 01.11.2010            | середня | позапартійна           | Донська селищна рада, секретар виконкому                                   |
| 30              | Пугачов Віктор Васильович        | 01.11.2010            | вища    | позапартійний          | хіміко-металургійна фабрика ВАТ «ММК ім. Ілліча», майстер                  |
| Самовисування   |                                  |                       |         |                        |                                                                            |
| 1               | Єсипенко В'ячеслав Владленович   | 01.11.2010            | вища    | позапартійний          | хіміко-металургійна фабрика ВАТ «ММК ім. Ілліча», начальник мехбюро        |
| 2               | Яремчик Олена Анатоліївна        | 01.11.2010            | вища    | позапартійна           | хіміко-металургійна фабрика ВАТ «ММК ім. Ілліча», помічник начальника      |
| 4               | Тасбаш Людмила Олександрівна     | 01.11.2010            | вища    | позапартійна           | хіміко-металургійна фабрика ВАТ «ММК ім. Ілліча», юрист-консультант        |
| 5               | Литвин Тетяна Григорівна         | 01.11.2010            | вища    | позапартійна           | хіміко-металургійна фабрика ВАТ «ММК ім. Ілліча», ведучій економіст        |
| 6               | Калус Юрій Іванович              | 01.11.2010            | вища    | позапартійний          | хіміко-металургійна фабрика ВАТ «ММК ім. Ілліча», начальник по технології  |
| 8               | Бойченко Лариса Олександрівна    | 01.11.2010            | вища    | позапартійна           | хіміко-металургійна фабрика ВАТ «ММК ім. Ілліча», ведучий інженер          |
| 12              | Проскурін Олександр Дмитрович    | 01.11.2010            | середня | позапартійний          | хіміко-металургійна фабрика ВАТ «ММК ім. Ілліча», виконроб                 |
| 13              | Міщенко Анатолій Миколайович     | 01.11.2010            | вища    | позапартійний          | приватний підприємець                                                      |
| 14              | Шепель Олег Вікторович           | 01.11.2010            | середня | позапартійний          | хіміко-металургійна фабрика ВАТ «ММК ім. Ілліча», водій                    |
| 15              | Каширін Олег Володимирович       | 01.11.2010            | вища    | позапартійний          | хіміко-металургійна фабрика ВАТ «ММК ім. Ілліча», начальник енергобюро     |
| 16              | Кумуржи Валентина Данилівна      | 01.11.2010            | вища    | позапартійна           | Державна податкова інспекція м. Донецьк, старший податковий інспектор      |
| 18              | Дячкін Вадим Іванович            | 01.11.2010            | вища    | позапартійний          | хіміко-металургійна фабрика ВАТ «ММК ім. Ілліча», майстер цеху № 1         |
| 22              | Момот Зоя Михайлівна             | 01.11.2010            | вища    | позапартійна           | Донська лікарня, лікар                                                     |
| 25              | Силка Євген Петрович             | 01.11.2010            | вища    | позапартійний          | хіміко-металургійна фабрика ВАТ «ММК ім. Ілліча», начальник РСУ            |
| 29              | Охріменко Федір Михайлович       | 01.11.2010            | вища    | позапартійний          | хіміко-металургійна фабрика ВАТ «ММК ім. Ілліча»                           |